# Стокгорн Арена
«Стокгорн Арена» або «Арена Тун» (нім. «Stockhorn Arena», «Arena Thoune») — футбольний стадіон у місті Тун, Швейцарія, домашня арена ФК «Тун».
Проєкт нового стадіону «Туна» було презентовано у 2006 році, однак він був не затверджений референдумом, оскільки мешканці Туна виступили проти державного фінансування об'єкта. 2008 року затверджено проєкт арени із торговим центром, фінансування якого на себе взяла компанія «HRS/ARCO Real Estate AG». Стадіон побудований протягом 2009—2011 років та відкритий у 2011 році під назвою «Арена Тун». 2014 року компанія-власник «Genossenschaft Arena Thun GNAT» уклала із компанією «Stockhornbahn AG» угоду на передачу комерційних прав на назву стадіону, після чого арена отримала ім'я «Стокгорн Арена».
Незважаючи на футбольний профіль, стадіон приймає змагання з інших видів спорту та культурні заходи.
Потужність арени становить 10 000 глядачів під  час спортивних заходів та 20 000 — під час концертів. На полі встановлений штучний газон. Торгові площі поблизу стадіону мають площу 15 000 м². 